# Luigi Bernabò Brea
Luigi Bernabò Brea (Genova, 27 settembre 1910 – Lipari, 4 febbraio 1999) è stato un archeologo italiano.

## Biografia
Si laureò prima in giurisprudenza nel 1932 all'Università di Genova e successivamente in archeologia nel 1935 con Giulio Quirino Giglioli presso l'Università di Roma La Sapienza. Quindi, negli anni 1935-38, fu allievo della Scuola archeologica italiana di Atene, allora diretta da Alessandro Della Seta, partecipando agli scavi nell'isola di Lemno, in particolare lavorando agli insediamenti del Poliochni (nel 1936) e del Kabirion presso Chloe (nel 1937-38), tutti rilevati dalla Scuola archeologica italiana a partire dal 1926, sotto la guida del Libertini.
Dal 1939 al 1941, dopo un brevissimo incarico presso l'Amministrazione delle antichità di Taranto, fu primo dirigente della Soprintendenza alle Antichità della Liguria, quindi della Soprintendenza alle Antichità della Sicilia Orientale a Siracusa, dove rimase fino al 1973, anno del suo pensionamento.
Nei successivi anni, non abbandonò né gli studi teorici. né il lavoro sul campo, restando in Sicilia fino alla morte, ed operando prevalentemente nelle isole Eolie
Morì a Lipari, nel Museo Archeologico  lui intestato il 4 febbraio del 1999.

## Attività
Dopo l'esperienza sul campo nell'Egeo ed alcuni scavi in Liguria, la sua attenzione si rivolse allo studio, condotto a Siracusa e pubblicato poi nel 1956, dei monumenti dell'antica sub-colonia greca Akrai (663 a.C.), di cui promosse nuovi scavi affidati alla direzione di Clelia Laviosa e che portarono, tra l'altro, al ritrovamento dell'Aphrodision (il tempio dedicato ad Afrodite, del VI secolo a.C.) dell'area acreide.
Completati primi studi sulla preistoria della Liguria e dell'Egeo, si dedicò quindi all'archeologia classica e protostorica della Sicilia, in particolare delle isole Eolie, dove compì molti scavi nonché diresse, dal 1941al 1973, il museo di Siracusa  e creò il Museo di Lipari, che oggi è a lui intitolato.

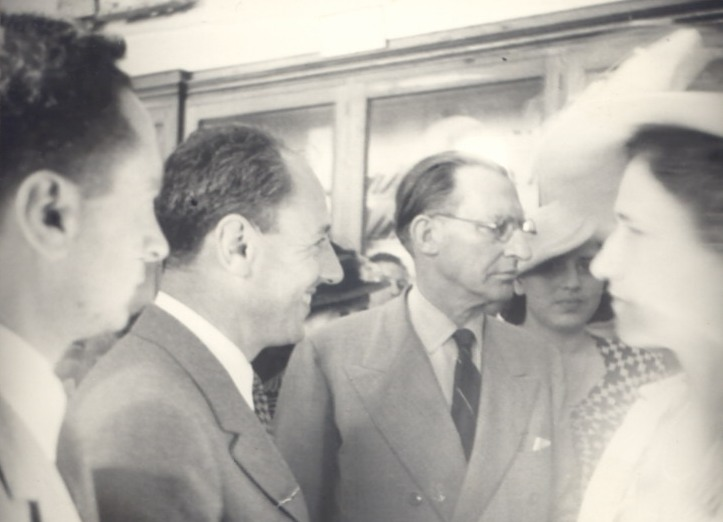
Con Alcide De Gasperi nel 1948 all'inaugurazione del Museo archeologico di Siracusa.

Fu un precursore del metodo stratigrafico, che utilizzò, per la prima volta, nello scavo delle Arene Candide di Finale Ligure, a cavallo fra gli anni '30 e '40, identificando una stratigrafia complessa che andava dal paleolitico superiore fino all'età dei metalli. Dagli anni sessanta unì allo scavo stratigrafico lo scavo basato su quadrettatura e georeferenziazione.
Lo stesso metodo fu poi da lui applicato a diversi altri contesti archeologici italiani, contribuendo tra l'altro alla definizione tipologica delle cosiddette facies culturali del neolitico dell'Italia (soprattutto in Sicilia) e del Mediterraneo. Grazie a questi importanti lavori, ebbe specificamente il merito di individuare delle correlazioni temporali tra le civiltà del Mediterraneo orientale e occidentale.
In particolare, gli scavi che condusse sia presso la grotta delle Arene Candide in Liguria che nell'acropoli di Lipari in Sicilia, gli permisero di rivelare una successione stratigrafica del terreno così completa e manifesta da consentire alcune interessanti correlazioni storico-geologiche fra diversi siti archeologici.
Oltre alla ricostruzione della Soprintendenza Archeologica della Sicilia Orientale all'indomani del secondo conflitto mondiale, Bernabò Brea si dedicò totalmente alla riorganizzazione museale siciliana, al contempo lavorando sul campo nelle provincie di Enna e di Messina, in particolare Milazzo, Tindari, Longane, San Basilio e soprattutto le Isole Eolie (fra cui Salina, Panarea, Filicudi e Lipari), le cui relative rilevazioni stratigrafiche misero in evidenza l'esistenza di una successione culturale che va dal neolitico medio all'età classica.
La sua vasta esperienza sul campo, che va dagli anni '30 fino alla fine degli anni '90, dal punto di vista teorico gli permise di avere una nuova visione della preistoria nel bacino del Mediterraneo, che, sviluppando le analisi e le scoperte di Paolo Orsi, descrisse in alcune sue notevoli pubblicazioni. Difatti realizzò importanti pubblicazioni scientifiche, quali Mylai, Menandro, la collana Meligunìs Lipara (voll. I-XII) La Sicilia prima dei Greci. Le pubblicazioni testimoniano l'importanza della sua attività di studioso che non disgiunse mai l'impegno di ricercatore da  quello organizzativo ed istituzionale soprattutto dagli anni '50 in collaborazione con Madeleine Cavalier, che ampiamente contribuì alla creazione del Museo Archeologico Regionale di Lipari, che con le sue ricche collezioni rappresenta oggi uno dei musei archeologici più importanti d'Italia e del Mediterraneo.
a Siracusa contribuì con l'urbanista Vincenzo Cabianca alla redazione del Piano Regolatore e alla salvaguardia (pur se limitata) delle aree già in gran parte demanializzate da Orsi, nel primo trentennio del '900

## Pubblicazioni
Vasta è la produzione scientifica di Luigi Bernabò Brea, per cui, di seguito, si riportano solo le principali pubblicazioni.
- The Prehistoric Culture Sequence in Sicily, The Annual Report of the Institute of Archaeology, 1941.
- Il castello di Lipari e il Museo archeologico eoliano (con Madeleine Cavalier), S.F. Flaccovio, Palermo, 1941 (II edizione, 1958).
- Ricognizioni archeologiche nella Liguria di Levante, Rivista di Studi liguri, Bordighera (IM), 1942.
- Le caverne del Finale, Istituto di Studi liguri, Bordighera (IM), 1947.
- La stazione neolitica di Alba nel quadro della preistoria dell'Italia settentrionale, Istituto di studi liguri, Bordighera (IM), 1948.
- Le culture preistoriche della Francia meridionale e della Catalogna e la successione stratigrafica delle arene candide, Istituto di studi liguri, Bordighera (IM), 1949.
- Guida delle isole Eolie (di Vittorio Famularo), La pesca subacquea alle Eolie (di Francesco Alliata), con Note archeologiche (di Luigi Bernabò Brea), Ente provinciale per il turismo, Messina, 1949.
- Akrai, Edizioni del GUF, Catania, 1950
- Akrai di Luigi Bernabo Brea con la collaborazione di Giovanni Pugliese Carratelli e Clelia Laviosa, Catania, Industria grafica «La Cartotecnica» di Scicali & Molino, 1956, SBN SBS0004193.
- Kouros arcaico di Megara Hyblaea: la scultura (di L. Bernabò Brea), l' epigrafe (di G. Pugliese Carratelli), Istituto poligrafico dello Stato, Roma, 1950.
- Il neolitico a ceramica impressa e la sua diffusione nel Mediterraneo, Istituto internazionale di studi liguri, Bordighera (IM), 1951.
- Gli scavi delle isole Eolie, Tip. A. Renna, Palermo, 1951.
- Nuove scoperte nella necropoli preromana di Genova (con G. Chiappella), Istituto Internazionale di Studi Liguri, Bordighera (IM), 1951.
- I rilievi tarantini in pietra tenera, L'Erma di Bretschneider, Roma, 1952.
- Segni grafici e contrassegni sulle ceramiche dell'età del bronzo delle Isole Eolie, Colegio Trilingue de la Universidad de Salamanca, Salamanca (ES), 1952.
- La Sicilia prehistorica y sus relaciones con Oriente y con la Peninsula Iberica, CSIS-Consejo superior de investigaciones científicas, Madrid (ES), 1954.
- Sulla topografia di Lipari in età greca e romana, Società italiana di Storia patria, Catania, 1954.
- Sulla cronologia del Neolitico in Occidente, Istituto Internazionale di Studi Liguri, Bordighera (IM), 1955.
- Civiltà preistoriche delle isole Eolie e del territorio di Milazzo (con Madeleine Cavalier), Museo preistorico etnografico Pigorini, Roma, 1956.
- Gli scavi nella caverna delle Arene Candide (Finale Ligure), Parti I, II, Istituto internazionale di studi liguri, Bordighera (IM), 1956 (poi, Stab. tip. S.A.S.T.E, Cuneo).
- Sicily before the Greeks, Praeger, New York, 1957; Thames & Hudson, London, 1957.
- La Sicilia prima dei Greci, Il Saggiatore, Milano, 1958.
- Musei e monumenti in Sicilia, Istituto Geografico De Agostini, Novara, 1958.
- Lipari nel IV secolo a.C., Banco di Sicilia & Fondazione per l'incremento economico culturale e turistico della Sicilia "Ignazio Mormino", Palermo, 1958 (poi, I.R.E.S., Palermo).
- Museen und Kunstdenkmäler in Sizilien, Verlag Von W. Goldmann, München, 1959.
- Malta and the Mediterranean, The Whitefriars Press, London, 1960.
- Necropoli a incinerazione della Sicilia protostorica, Tip. A. Forni, Bologna, 1960.
- Siracusa. Guida storico-pratica ai suoi principali monumenti ed ai luoghi d'interesse, Tip. Marchese, Siracusa, 1960.
- Musei e monumenti in Sicilia, Istituto Geografico De Agostini, Novara, 1961.
- Il neolitico e la prima civiltà dei metalli nell'Italia meridionale, L'arte tipografica editrice, Napoli, 1962.
- Poliochni. Città preistorica nell'isola di Lemnos (a cura di), L'Erma di Bretshneider, Roma, 1964.
- Due secoli di studi, scavi e restauri del teatro greco di Tindari, L'Erma di Bretschneider, Roma, 1965.
- Meligunis Lipara, S.F. Flaccovio, Palermo, 1965.
- La necropoli di Longane, Istituto grafico Tiberino, Roma, 1967.
- Studi sul teatro greco di Siracusa, Tip. De Luca, Roma, 1967.
- Siracusa (curata con Anna Maria Fallico), G.C. Sansoni, Firenze, 1970.
- Il castello di Lipari e il Museo archeologico eoliano (con Madeleine Cavalier), S.F. Flaccovio, Palermo, 1977.
- Eolie, Sicilia e Malta nell'età del Bronzo, L'Erma di Bretschneider, Roma, 1977.
- Lipari, i vulcani, l'inferno e San Bartolomeo: le Isole Eolie dal tardo antico ai Normanni (con Wolfgang Kronig), Società Siracusana di Storia Patria, Siracusa, 1979.
- Menandro e il teatro greco nelle terrecotte liparesi, SAGEP, Genova, 1981.
- Magna Grecia e mondo miceneo. Atti del XXII Convegno di Studi sulla Magna Grecia (a cura di), Taranto, 7-11 ottobre 1982, 2 voll., Istituto per la storia e l'archeologia della Magna Grecia, Taranto, 1982-83.
- Ricordi acrensi, in Studi Acrensi (1980-1983), vol. 1, Palermo, Stass srl per Istituto Studi Acrensi, maggio 1985,  pp. 23-30, SBN PAL0042709.
- Il tempo di Afrodite nell’antica Akrai, in Studi Acrensi (1980-1983), vol. 1, Palermo, Stass srl per Istituto Studi Acrensi, maggio 1985,  pp. 9-22, SBN PAL0042709.
- Gli Eoli e l'inizio dell'età del bronzo nelle isole Eolie e nell'Italia meridionale: archeologia e leggende, Istituto universitario orientale, Napoli, 1985.
- Pantalica: ricerche intorno all'Anáktoron, Istituto di studi acrensi, Palazzolo Acreide (SR), 1990.
- Museo archeologico eoliano: Lipari (con Madaleine Cavalier, Umberto Spigo), Edizioni Novecento, Palermo, 1994.
- Le isole Eolie dal tardo antico ai normanni, Edizioni del Girasole, Ravenna, 1998.
- Le maschere ellenistiche della tragedia greca, Centre Jean Bérard, Napoli, 1998.
- Documenti e scritti inediti di Luigi Bernabò Brea, Istituto Poligrafico e Zecca dello Stato, Libreria dello Stato, Roma, 2004.

## Intitolazioni
- Porta il suo nome il Museo archeologico regionale eoliano a Lipari e la strada che attraversa la Nepolis.
- La sua città natale – Genova – gli ha dedicato una via nel quartiere di San Martino d'Albaro.